# Прапор Зубриці
Прапор Зубриці — офіційний символ села Зубриця, Дрогобицького району Львівської області, затверджений 4 лютого 2008 р. рішенням сесії Головської сільської ради.
Автор — А. Гречило.

## Опис
Квадратне полотнище, розділене горизонтально ламано, у верхньому жовтому полі посередині червоне 16-променеве сонце з обличчям, нижня частина складається з двох рівновеликих полів — зеленого від древка та синього з вільного краю.

## Значення символів
Синє поле означає місцеві водні ресурси, зелене — багаті ліси, а жовте уособлює сільське господарство, щедрість і добробут.